# Coenochilus obscurus
Coenochilus obscurus är en skalbaggsart som beskrevs av John Obadiah Westwood 1883. Coenochilus obscurus ingår i släktet Coenochilus och familjen Cetoniidae. Inga underarter finns listade i Catalogue of Life.